# Speedcarving
Speedcarving (Speedy von englisch für schnell, flink und Carving von englisch to carve – schnitzen) bezeichnet eine Sportart für schnelles Schnitzen mit der Kettensäge. In kürzester Zeit entstehen Skulpturen aus Eichenholz o. Ä., nur mit Kettensägen, Fräsen und Schleifmitteln.

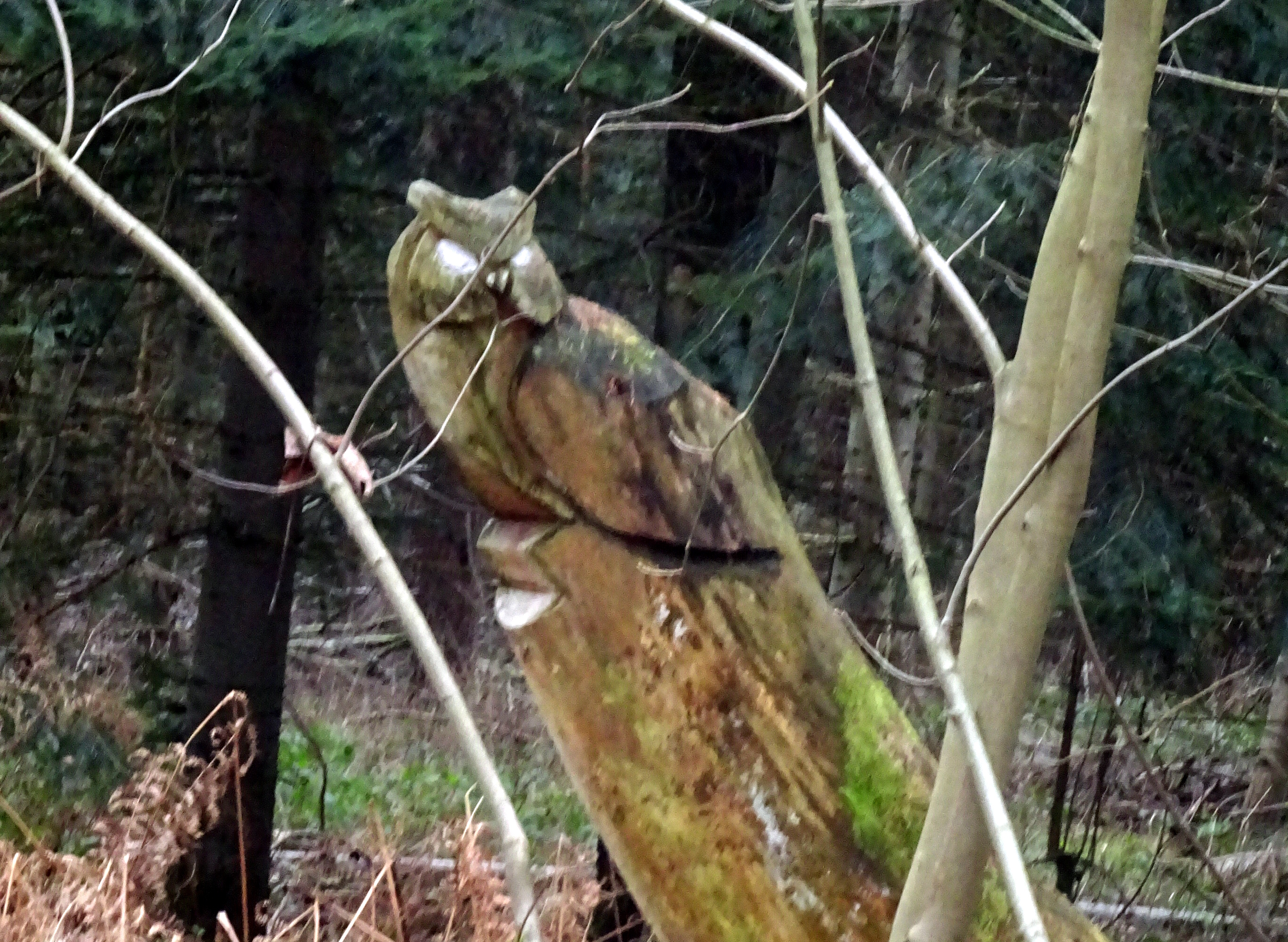
Eine mittels Speedcarving geschnitzte Eule auf dem Stuckenberg (Lipper Bergland)

Die bekanntesten Wettkämpfe im Speedcarving sind der Huskycup in Blockhausen und die bundesweite Veranstaltung zur Deutschen Speedcarving-Meisterschaft. Bei diesen Wettkämpfen haben die Kettensägenkünstler in mehreren Durchgängen jeweils in einer festen Zeitvorgabe die Aufgabe, eine Skulptur oder auch eine gestaltete Bank o. Ä. zu erstellen. Diese werden nach einem Punktesystem von einer Fachjury bewertet und im Anschluss im Rahmen einer öffentlichen Versteigerung verkauft. Das Ergebnis aus der Jurywertung und einem errechneten Punkt aus dem prozentualen Verkaufserlös ergibt die Platzierung in der Meisterschaft.